# Amblypodia vivarna
Amblypodia vivarna е вид пеперуда от семейство Синевки (Lycaenidae). Видът не е застрашен от изчезване.

## Разпространение
Разпространен е в Бруней, Индия, Индонезия (Калимантан, Сулавеси и Суматра), Китай (Гуанси), Малайзия (Западна Малайзия, Сабах и Саравак), Тайланд, Филипини и Шри Ланка.